# Битка в Тевтобургската гора
Битката в Тевтобургската гора (на немски: Schlacht im Teutoburger Wald, Varusschlacht или Hermannsschlacht) се състои през септември 9 г., когато съюзени германски племена под предводителството на Арминий нападат от засада дълбоко в Тевтобургската гора три римски легиона под предводителството на Публий Квинтилий Вар. Римляните са почти напълно унищожени. Римските позиции и амбиции спрямо територията между реките Рейн и Елба не са възстановени и Рейн става източна граница на Римската империя до падането ѝ през V век. Битката оказва дълбоко влияние върху германския национализъм от XIX век.

## Контекст

### Завладяването на Германия
През 102 и 101 пр.н.е., скоро след първата среща между римляни и германски племена, римският пълководец Гай Марий побеждава племената кимври и тевтони. Две поколения положението е спокойно, когато през 58 пр.н.е., докато воюва с галите, Юлий Цезар е въвлечен във военни действия срещу германския водач Ариовост и при Колмар го побеждава. Цезар построява мост над р. Рейн и нахлува в страната източно от реката, която нарича Германия.
Управителят на Галия Марк Випсаний Агрипа воюва срещу племената свеби и убиани през 39 – 38 г. Той преселва убианите на западния бряг на Рейн и основава Кьолн.
През зимата на 17/16 г. управителят на провинция Белгика Марк Лолий е победен от сугамбрите, а V Македонски легион губи орела си – върховното унижение за римска армейска част. Император Октавиан Август изпраща доведения си син Друз на север, за да овладее положението. Друз постига значителни военни успехи срещу германските племена на територията между реките Рейн и Елба. През лятото на 9 пр.н.е. обаче, завръщайки се от поречието на Елба, Друз пада от коня си и умира на 29-годишна възраст. Друз е заменен от брат си Тиберий, който преселва сугамбрите на западния бряг на Рейн, където живеят в близост до квартирата на XVIII легион в Ксантен.
През 4 г. н.е. Август заповядва на Тиберий да довърши завладяването на Германия, която трябва да се превърне в обикновена римска провинция с източна граница р. Елба. Единствено владенията на маркоманския вожд Марбод в Бохемия остават извън римска власт. Тиберий планира да тръгне на поход срещу него с осем легиона от Братислава, но въстание в Панония го отклонява от планирания поход.

## Назначението на Публий Квинтилий Вар
Назначението на Публий Квинтилий Вар, бивш управител на Сирия, като управител на римската област Германия на мястото на Тиберий се оказва несполучлив ход. Вар не е подготвен за предизвикателствата, най-вече за непокорния дух на германските племена, чиито нрав и обичаи не оценява правилно. Той разпръсква армията си по отделни постове и използва войниците за граждански проекти като изсичане на гори, изграждането на пътища и мостове, вместо да обърне сериозно внимание на военната подготовка и бойната готовност.
Германският вожд Арминий е бил заложник в Рим, където е получил военно образование и дори му е дадена титлата конник. След завръщането си в Германия става доверен съветник на Вар. В резултат на реакцията срещу мерките наложени от Вар, най-вече данъците изисквани в злато, Арминий успява тайно да сключи съюз с германските племена херуски, марси, хати, бруктери, хавки и сугамбри, които традиционно са били вражески настроени помежду си.

## Ход на битката

### Подготовка на засадата
Докато Публий Квинтилий Вар се завръща от летния си лагер някъде по поречието на р. Везер към зимната си квартира на Рейн чува мълва за местен бунт, нарочно вдигнат от Арминий, за да привлече вниманието му. Вар решава незабавно да задуши размириците и тръгва на път непознат за римляните. Арминий го съпровожда и вероятно го насочва по път, който да улесни попадането в засада. Друг херуски благородник, Сегест, който се е противопоставил на женитбата на дъщеря си за Арминий и двамата влюбени е трябвало да избягат, предупреждава Вар за готвената засада и според преданието дори предлага на Вар да го задържи заедно с другите германски водачи, докато се изясни кой е участвал в заговора. На Арминий е било нужно време да подготви мястото на засадата, включително изграждането на стена, тъй че намеренията му са били известни на други германски водачи. Вар обаче не приема предупреждението, подозирайки, че то е мотивирано от лошите отношения между Сегест и Арминий. Арминий напуска лагера под претекст да събере германски подкрепления за римляните, но всъщност оглавява германските племена за готвената засада. Според скорошни археологични находки, битката е станала в днешен окръг Оснабрюк в Долна Саксония. Според римските разкази римляните са се движели в северозападна посока от района, където днес е град Детмолд, минавайки източно от Оснабрюк.

### Развой на битката
Вар води XVII, XVIII и XIX легион, шест кохорти помощни войски (неримски съюзници) и три ескадрона кавалерия, повечето от които нямат опит от водене на бой с германците и не са свикнали с терена. Римляните не маршируват в боеви строй и са смесени с голям брой последователи на лагера, включително семейства на войниците. Когато влизат в гората намират пътеката тясна и кална. Според Дион Касий се развихря силна буря, а Вар е пренебрегнал изпращането на изпреварващи разузнавателни отряди. Римляните се проточват в линия от 15 – 20 км, когато Вар получава сведения, че началото на колоната внезапно е нападната от германските воини. Скоро след това херуските и съюзниците им нападат цялата дължина на римската колона, хвърляйки къси копия срещу тях. Римляните не могат да се построят в боен ред и битката се превръща в ръкопашен бой поединично. Арминий добре познава римската тактика и използва числено превъзходство на места срещу широко разпръснатите римски легиони. Римляните успяват да отблъснат първата атака и да установят укрепен лагер. На следващия ден са подложени на постоянни нападения, а германските им помощни войски дезертират. Въпреки това те успяват да си пробият път към полетата северно от планините Вихен. Пробивът им струва тежки загуби, както и по-нататъшен опит да преминат през друга гориста област, а продължаващите проливни дъждове им попречват да използват лъковете си и щитовете си, които подгизват и стават прекалено тежки за употреба.
Тогава те предприемат друг нощен поход в опит да избягат, но се натъкват на друг капан, подготвен от Арминий в подножието на хълма Калкрийзе (близо до Оснабрюк). Там песъчливата, открита ивица, по която вървят римляните е стеснена от хълм, тъй че има пролука от само около 100 м между дърветата и блатата на края на Голямото тресавище. Още повече, че пътят е запречен от ров, а покрай гората е изградена земна стена, зад която се крият германците. Римляните правят отчаян опит да щурмуват стената, но се провалят и най-високопоставеният офицер след Вар, Нимоний Вала, изоставя войниците заедно с кавалерията. Според Велей Патеркул, който изглежда е ползвал сведение от някой от изоставените войници, Вала също е настигнат от германците и убит. Германските воини тогава щурмуват полето и избиват разпадащата се римска войска, а Вар и други римски военачалници се самоубиват като падат на мечовете си според одобрения метод. Според Велей римският военачалник Цейон срамно се предава, а Егий героично загива начело на обречените си войници.
Около 15 000 – 20 000 римски войници загиват. Други обаче са задържани и освободени срещу откуп, а някои от обикновените войници са поробени.
Всички римски разкази потвърждават пълното римско поражение и минималните германски загуби. Победата над легионите е последвана от помитане на всички римски укрепления, гарнизони и градове на изток от Рейн. Останалите два римски легиона, под командването на племенника на Вар – Луций Ноний Аспрен, се задоволяват с отбраната на тази граница. Една крепост, Алисо (дн. Халтерн), отблъсква германските нападения в продължение на много седмици, може би няколко месеца, преди гарнизонът, който включва оцелели от Тевтобургската гора успешно да пробие и да достигне Рейн, под командването на Луций Цедитий.

## Последици
Римският историк Светоний пише в своят труд Животът на дванадесет цезари, че чувайки за битката римският император Октавиан Август изпада в отчаяние, няколко месеца не се бръсне и подстригва и понякога удря главата си във врата и вика Quintili Vare legiones redde (Квинтилий Вар, върни ми легионите!). В Рим настъпва страх и Август нарежда нощна стража из целия град.
Арминий изпраща главата на Вар на другия най-силен германски вожд, Марбод, вожд на маркоманите, с предложение за антиримски съюз. Марбод обаче изпраща главата на Рим, където Август я погребва в мавзолея на собственото си семейство. По-късно избухва война между двамата германски вождове.

### Римски ответен удар
Трите легионни номера не са използвани повторно в римската армия след това поражение – уникален случай в римската история. Битката слага рязък край на периода на триумфално разширение на Римската империя след края на гражданската война 40 години по-рано. Доведеният син на Август Тиберий поема нещата в свои ръце и се подготвя за продължаване на войната. След три кампании през 9, 10 и 11 г. Тиберий решава, че германците са достатъчно наказани и празнува триумф. Той също решава, че Рейн ще бъде границата на империята, нещо което е мислел и преди Варовата битка. Скоро след смъртта на Август и качването на трона на Тиберий през 14 г. неочаквано е проведено масивно нахлуване в „свободна“ Германия от племенника на новия император Германик, последвано през следващата година от два големи похода с армия от ок. 70 000 мъже и подкрепа от флот. Германик успява да опустоши големи части от територията и да елиминира всякаква форма на активна съпротива, но повечето германски племена бягат при вида на римските войници в далечни гори. След военните успехи, включително унищожаването на важно селище на хатите, освобождаването на Сегест и пленяването на съпругата на Арминий Туснелда, армията посещава мястото на първата битка. Според Тацит те откриват купища избелели кости и черепи забити с пирони за дървета, които погребват, „гледайки на всички като на роднини и от тяхната кръв“. Общи гробове с такова описание са открити при хълма Калкрийзе.
Въпреки съмнения от страна на чичо си, Германик успява да събере нова огромна армия и отново нахлува в Германия на следващата 16 г. Той преминава р. Везер при днешния Минден, понасяйки големи загуби, след което среща армията на Арминий при Идистовисо в сражение, често наричано битка при Везер. Качествата на Германик се проявяват напълно в битката. Превъзходното му тактическо използване на обучените и добре екипираните легиони нанася огромни загуби на германците. Последната битка се води при Ангиварската стена, западно от Хановер, където отново германците понасят големи жертви и побягват. Постигнал основните си цели и с наближаването на зимата Германик нарежда на армията си да се прибере в зимните си лагери, а флотът понася известни щети от буря в Северно море. Въпреки че жертвите не са многобройни, това е лош завършек за блестящо проведения поход. След още няколко набега отвъд Рейн, при един от които е възвърнат орелът на XIX легион, Германик е отзован в Рим, където Тиберий му казва, че ще му бъде даден триумф, след което ще бъде изпратен на друго място. Другият орел е възвърнат през 41 г. от Публий Габиний, който го взема от хауките. Орлите вероятно са поставени в Храма на отмъщаващия Марс (Марс Ултор), чиито останки днес са видими на Августовия форум до Виа деи Фори Империали в Рим.
Последната глава от тази история е разказана от Тацит в неговите Анали (xii. 27). Около 50 г. отряди хати нахлуват на римска територия в Горна Германия, вероятно район в Хесен, източно от Рейн, който изглежда все още е бил под римска власт и започват да плячкосват. Римският командир, Луций Помпоний, събира сили от вангионите и неметите и заедно с римска кавалерия те нападат хатите от две страни и ги побеждават. Римляните с радост откриват и освобождават някои от мъжете от легионите на Вар, държани в робство над 40 години.
През следващите векове германците търгуват с Рим и приемат елементи от римската култура, които им се нравят, без да се намират под римско владичество. Ако Германия беше превърната в римска провинция, местното население, подобно на галите отвъд Рейн, би било до значителна степен латинизирано, което означава, че може би съвременният немски език би бил много по-различен, а вероятно английският език, както и самата Англия, която започва своето съществуване след англосаксонските нахлувания през 5 век, не биха съществували изобщо. Западната Римска империя, която пада през V век под ударите на германски племена, вероятно също е щяла да има различна съдба.

## Мемориалът в Детмолд
Наследството на германската победа е възкресено през 15 век, когато са открити историите на Тацит, а фигурата на Арминий, кръстен Херман от Мартин Лутер става националистичен символ на пангерманизма. През 1808 г. пиесата на Хайнрих фон Клайст събужда националистични чувства, въпреки че е била забранена под френската окупация.
Хермансденкмал (Паметник на Херман), статуя в Детмолд, платена най-вече с частни средства, е издигната през 1875 г. Подобни статуи има и в германски общности извън Германия, включително в Ню Улм, Минесота. През 1847 г. Йозеф Виктор фон Шефел пише дългичка песен Als die Römer frech geworden (Когато римляните започнаха да се държат неприлично), разказваща за битката със злорадстващ хумор. Текстът все още се продава при паметника в Детмолд.
През 1995 г. е прожектиран пред обществото филмът Die Hermannsschlacht, в който актьорите говорят на немски и латински. Филмът е показан в кина за художествени филми из цяла Германия и е награден на международен археологически фестивал в Кил.
Романът на Робърт Грейвс от 1955 г. „Изгубените орли“ разказва за измисления роднина на Вар, Север Вар, който се стреми да възстанови изгубените орли и честта на семейството си по време на походите на Германик.